# Epania australis
Epania australis är en skalbaggsart som beskrevs av Carter 1928. Epania australis ingår i släktet Epania och familjen långhorningar. Inga underarter finns listade i Catalogue of Life.